# Ilia Shtokalov
Ilia Anatolyevich Shtokalov (em russo:  Илья Анатольевич Штокалов; Pobeda, 1 de setembro de 1986) é um canoísta de velocidade russo. Shtokalov competiu nos Jogos Olímpicos de Verão de 2012, em Londres, encerrando na oitava posição na final do C-1 1000 m. Já em 2016, ele encerrou na quarta posição, mas acabou recebendo a medalha de bronze após a desqualificação de Serghei Tarnovschi da Moldávia, por violações de doping.